# 숙종실록
《숙종현의광륜예성영렬장문헌무경명원효대왕실록》(肅宗顯義光倫睿聖英烈章文憲武敬明元孝大王實錄)은 숙종이 즉위한 해(1674년) 8월부터 세상을 떠난 1720년 6월까지의 역사적 사실을 기록한 책으로, 조선왕조실록의 한 부분이다. 모두 65권 73책으로 구성되어 있다.
한편 노론이 편찬을 완성한 《숙종실록》은 영조 때 정미환국으로 정권을 잡게 된 소론에 의해 그 내용에 의문이 제기되었다. 소론은 노론이 《숙종실록》을 편찬하면서 자신들에게 불리한 기사는 빼 버리거나 일부러 사실과 다르게 기록했다는 것이었다. 이에 소론은 실록의 전면 개수를 요구했으나, 사실상 어려운 일임에 따라 빠진 부분을 보충하고 잘못된 부분을 바로 잡아 추가하도록 하였다. 이처럼 소론에 의해 새로 추가된 부분은 《숙종실록보궐정오》(肅宗實錄補闕正誤)라고 한다.

## 같이 보기
- 조선 숙종
- 조선왕조실록